# Onobrychis ebenoides
Onobrychis ebenoides là một loài thực vật có hoa trong họ Đậu. Loài này được Boiss. & Spruner miêu tả khoa học đầu tiên.